# جوان من بينثفير
جان من بنتييفر (بالفرنسية: Jeanne؛ نحو 1319 – 10 سبتمبر 1384)، المعروفة أحيانًا بـ"جان العرجاء"، كانت دوقة بريتاني بالمناصفة مع زوجها شارل من بلوا بين عامي 1341 و1364، طالبت بالعرش بعد وفاة عمها جان الثالث دوق بريتاني، مما أدى إشعال حرب الخلافة البريتونية ضد آل مونفورت، انتهت بهزيمتها خلال معركة أوراي ومقتل زوجها، مع ذلك ظلت جان تحظى بلقب الدوقة اسمياً حتى وفاتها، كما كانت كونتيسة بنتييفر بحكم حقها الشخصي طوال حياتها.
ولدت جان كابنة وحيدة لوالديها غي من بنتييفر وزوجته جان دافوغور كان والدها ابن الثاني لآرثر الثاني دوق بريتاني وزوجته الأولى ماري فيكونتيسة ليموج، وورثت عن والدها كونتية بنتييفر وحقها في المطالبة بدوقية بريتاني، وفي 1337 أصبحت خطيبة شارل من بلوا ابن شقيقة فيليب السادس ملك فرنسا، وتزوجاه بحلول 1339، وعند وفاة عمه جون الثالث عام 1341 تسلما حكم بريتاني بدعم من الملك فيليب السادس، غير أن جان من مونفورت عمها غير الشقيق، طالب بدوره بالعرش، فاندلعت حرب وراثية شرسة، ومع مقتل جان من مونفورت، واصلت زوجته جان من فلاندرز الدفاع عن حقوق ابنهما جان الرابع، واستطاعت أن تقود مقاومة باسلة.
أُسر شارل من بلوا عام 1347 من قبل الإنجليز، وأُطلق سراحه بعد تسع سنوات مقابل فدية ضخمة، ثم استؤنفت الحرب وفي 1364 قُتل شارل في معركة أوراي، مُعلنة نهاية الحرب لصالح آل مونفورت، وخلال معاهدة غيران الأولى عام 1365، اعترفت جان بابن عمها جان الرابع دوقًا، واحتفظت بلقب الدوقة ومنحها العديد من أراضٍ وأعفيت من أداء الولاء، على أن يُعاد الحق لذريتها حال عدم وجود وريث ذكر لمونفورت، مع منع النساء من وراثة الدوقية.
في 1379، ومع نفي جان الرابع حاول الملك شارل الخامس ضم بريتاني، ما أثار حفيظة جان، فتعاون أنصارها مع أنصار مونفورت لاستعادة جان الرابع. وفي 1381، وقعت معاهدة غيران الثانية، مؤكدة بنود الأولى. رغم ذلك، استمرت خلافات ورثتها مع آل مونفورت لاحقًا.
توفيت جان في 10 سبتمبر 1384 ودُفنت في كنيسة الإخوة الفرنسيسكان بـغينغام، ورغم فقدانها الدوقية نهائيًا، إلا أن ذريتها احتفظت بكونتية بنتييفر، وتولوا مناصب رفيعة في بلاط ملوك فرنسا لاحقًا.

## الأبناء
أنجبت جان وشارل الأطفال الآتين:
- مارغريت، تزوجت من شارل الإسباني كندسطبل فرنسا، ليس لديهما أبناء.
- ماري (نحو 1340–1404)، ليدي غيس، تزوجت عام 1360 من لويس الأول دوق أنجو، لهما ذرية.
- جان الأول كونت بنتييفر (1345–1404).[5]
- غي (توفي 1385).
- هنري (توفي 1400).
- شارل (توفي قبل 1364).